# قلعة الركيات
قلعة الركيات هي قلعة تاريخية تقع في بلدية الشمال شمال غرب قطر. تم بناؤها في القرن التاسع عشر بالقرب من قرية الركية لحماية مصادر المياه في المنطقة. كانت تستخدم كهيكل دفاعي للقرويين في أوقات النزاع. تعتبر واحدة من أكبر القلاع في قطر.

## التسمية
الركيات ومفردها الركية هو البئر في اللغة العربية.

## التاريخ
شيدت القلعة على الأرجح خلال القرن التاسع عشر. كان الغرض الرئيسي من القلعة هو حماية إمدادات المياه العذبة في المنطقة. تشهد على وفرة المياه في المنطقة وجود بئر صالحة للشرب بعمق 5 كيلومتر بالقرب من القلعة بالإضافة إلى العديد من المزارع الصغيرة الواقعة حول القلعة.
بدأ قسم الآثار في هيئة متاحف قطر عمليات التنقيب والترميم للموقع عام 1988. تم اكتشاف عملة نقدية إسلامية تعود إلى العصر العباسي وتحديدا بين عامي 749 و846 أثناء التنقيب. ومع ذلك قال محمد الخليفي وهو موظف في هيئة متاحف قطر أن العملة لم تكن دليلا على وجود القلعة خلال الفترة العباسية.
يعتقد أن القلعة كانت مأهولة بالسكان حتى القرن العشرين.

## التصميم الهندسي
الهيكل العام للقلعة مستطيلة بأبعاد 22 متر × 38 متر. لديها أربعة أبراج منها ثلاثة مستطيلة وواحدة أسطوانية. إجمالي الارتفاع هو على الأكثر 3 أمتار. من الخصائص المميزة للقلعة عدم وجود عناصر زخرفية. لا يوجد إلا مدخل واحد يقع على الحائط الجنوبي مما يشير إلى استخدامه كهيكل دفاعي. استخدمت مواد مختلفة في بناء القلعة. تم بناء الجزء السفلي باستخدام الحجر الجيري والطين في حين تم بناء الجزء العلوي باستخدام خليط من الطين والصلصال.
هناك أحياء في الجزء الشمالي والشرقي والغربي من القلعة. هناك ثلاثة سلالم في القلعة. الأول يقع في الجزء الجنوبي الغربي من الفناء ويؤدي إلى البرج الأسطواني. الثاني والثالث يقعان في الزاوية الشمالية الشرقية والشمالية الغربية للقلعة وكلاهما يؤدي إلى السقف. تم العثور على مدبسة للتمور في غرفة مستطيلة في الفناء المركزي. يقع المسجد إلى الجنوب الغربي مباشرة من القلعة.

## الجغرافيا
تقع القلعة بالقرب من قرية الركية المهجورة في بلدية الشمال الشمالية. تقع على بعد 94 كيلومتر شمال غرب العاصمة الدوحة وعلى بعد حوالي 8 كيلومتر شمال شرقي مدينة الزبارة المدمرة و2 كيلومتر من الثقب. تقع مستوطنات الخوير وفريحة المدمرتان على بعد 5 كيلومتر من المنطقة.